# イラク料理
イラク料理は、イラク（イラク共和国）で食べられている料理の総称で、古代から食されてきたメソポタミア料理を継承したメニューも含まれている。

## 特徴

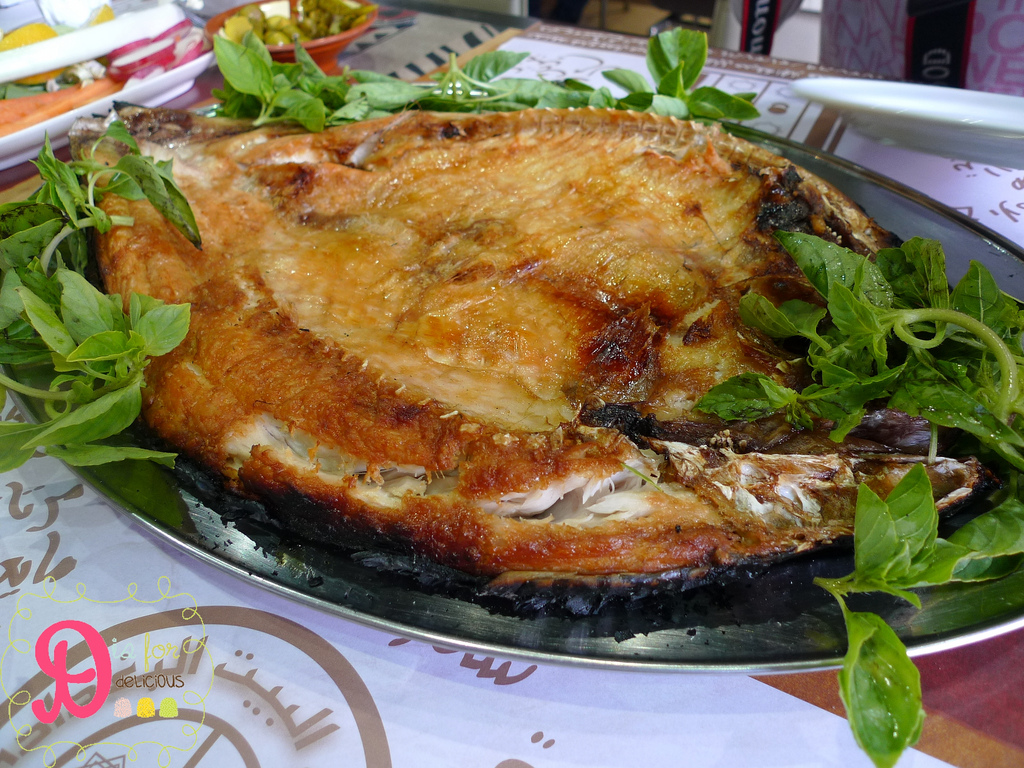
背開き魚の丸焼き「マスグーフ」

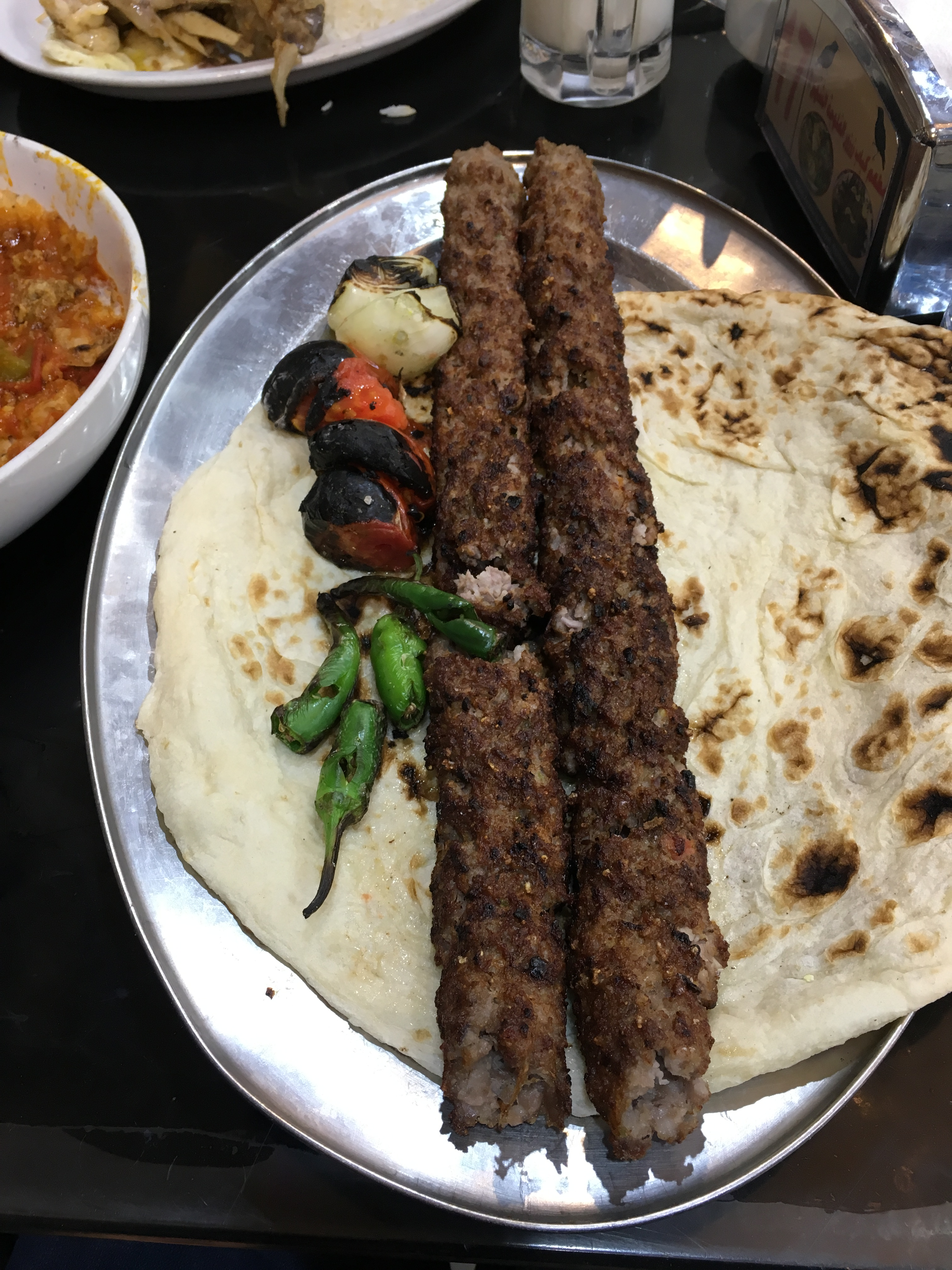
ひき肉で作ったカバーブ

イラク料理は他地域で食べられているアラブ料理やトルコ料理との共通点が多いが、他のアラブ諸国で食べられている同じ料理と名称が異なるものがいくつか存在する。
肉料理のティッカ（串焼きの肉）は他のアラブ諸国でいうケバブ（カバーブ）を指し、イラク料理の「カバーブ」は他のアラブ諸国で食べられているコフタ（肉団子）に相当する。焼いた羊肉の塊を削いで供するシャワルマはイラク料理ではガッスと呼ばれ、「切る」を意味する文語アラビア語動名詞「カッス」のイラク方言発音「ガッス」に由来する。
伝統的な朝食には、薄いアラブパン（文語発音：フブズ、口語発音：フブズ/ホブズ/ホボズ）や近代になって定着したサンムーンパン、チーズ、ヨーグルト、塩漬けのオリーブ、ディブス（口語発音：ディビス、ナツメヤシやザクロを原料とした糖蜜）、パイ状のカーヒーやゲーマル（gēmar/geimar、水牛の乳や乳牛のミルクから作るクリーム）、紅茶が出される。
コース料理はメゼ（文語発音：マッザ、口語発音：マッゼ/メッゼ、前菜・サラダ）から始まる。続いてティッカ、クッベ（クッバ/キッベ）、ガッス（シャワルマ肉）、マスグーフなどの肉・魚料理が出される。
イラクでは、トルコ由来の詰め物料理であるドルマ（ドールマ）も人気がある。ドルマ（ドールマ）は他のアラブ諸国でマフシーと呼ばれているものである。

## 歴史
およそ10,000年に及ぶ長い歴史を持ち、シュメール、バビロニアなどの古代国家に遡る。イラク内の遺跡で発見された粘土板には、宗教的な祝祭の際に寺院で準備される料理のレシピが記されており、この粘土板は世界最古の料理本とみなすこともできる。古代のメソポタミアには高度に発達し、洗練された文明が存在しており、他の文化と同じように優れた料理の技法（Culinary art）が育まれていた。
イラク北部のジャルモ遺跡の発掘調査では紀元前6750年ごろのものと推定されるピスタチオ・ナッツが発見されており、この頃からピスタチオは一般的に食されていたと考えられている。紀元前1900年ごろに製作されたと考えられているアッカド語・シュメール語の古代イラクの対訳辞書には、800種類以上の料理・飲料の名前が収録されている。20種類のチーズ、100種類以上のスープ、300種類のパンが含まれ、様々な材料・フィリング・形状のパンが記録されている。
紀元前1700年ごろにバビロンで書かれた粘土板には24種類の肉と野菜の煮込み料理（シチュー）のレシピが記されており、タマネギ、ニンニク、ポロネギなどの野菜や、イノンドやクミン、コリアンダーなどの香草と香辛料で風味が付けられていた。中世のイラクで書かれた料理のレシピ、そして近代以降のイラク料理の内容より、煮込み料理はイラク料理の主役の地位を保ち続けているともいえる。
現在のイラクは古代メソポタミアと同じ自然環境に置かれており、北には乾燥した高地のアッシリア、南には沖積平野のバビロニアが存在する。古代アッシリアでは小麦が栽培され、寒冷な冬に備えてリンゴや核果が植えられていた。一方、古代バビロニアでは米、大麦、柑橘類が栽培されていた。20世紀半ばまでは農業がイラクの産業の中心であり、ナツメヤシ、小麦、小麦粉、マメ類が主な輸出品となっていた。
イスラーム国家のアッバース朝がバグダードを首都に定めていた時代に、イラクの食文化は最盛期を迎えた。イラク料理はイラン、トルコ、インドからの影響を受け、他地域のアラブ料理と異なる特徴を持つに至った。米を使ったビリヤニ（ビルヤーニー/ブリヤーニー）は、インド料理に起源を持つイラク料理である。イラク料理ではイラン料理同様に乾燥ライム（ヌーミー・バスラ）が料理に使用されているが、これは他のアラブ諸国の料理には無い特徴である。
手間と時間をかけるアラブ料理の中でもイラク料理は特にその傾向が強いと言われているが、イラク戦争中に女性が労働力として起用されるようになると手間のかからない料理が求められるようになった。このため、調理の手間を省くファーストフード、冷凍食品、食品加工産業が拡大した。そして、戦争後に多くのイラク人がヨルダン、シリアに亡命し、それらの国では彼らを対象としたイラク料理の店が開店した。それらの国では、アラブ料理では使われないヌーミー・バスラ、イラク産の高級米であるアンバル米、マスグーフにつけたりするピリ辛マンゴー酢漬け調味料「アンバ」が市場に流通するようになった。

## 食材

### 魚

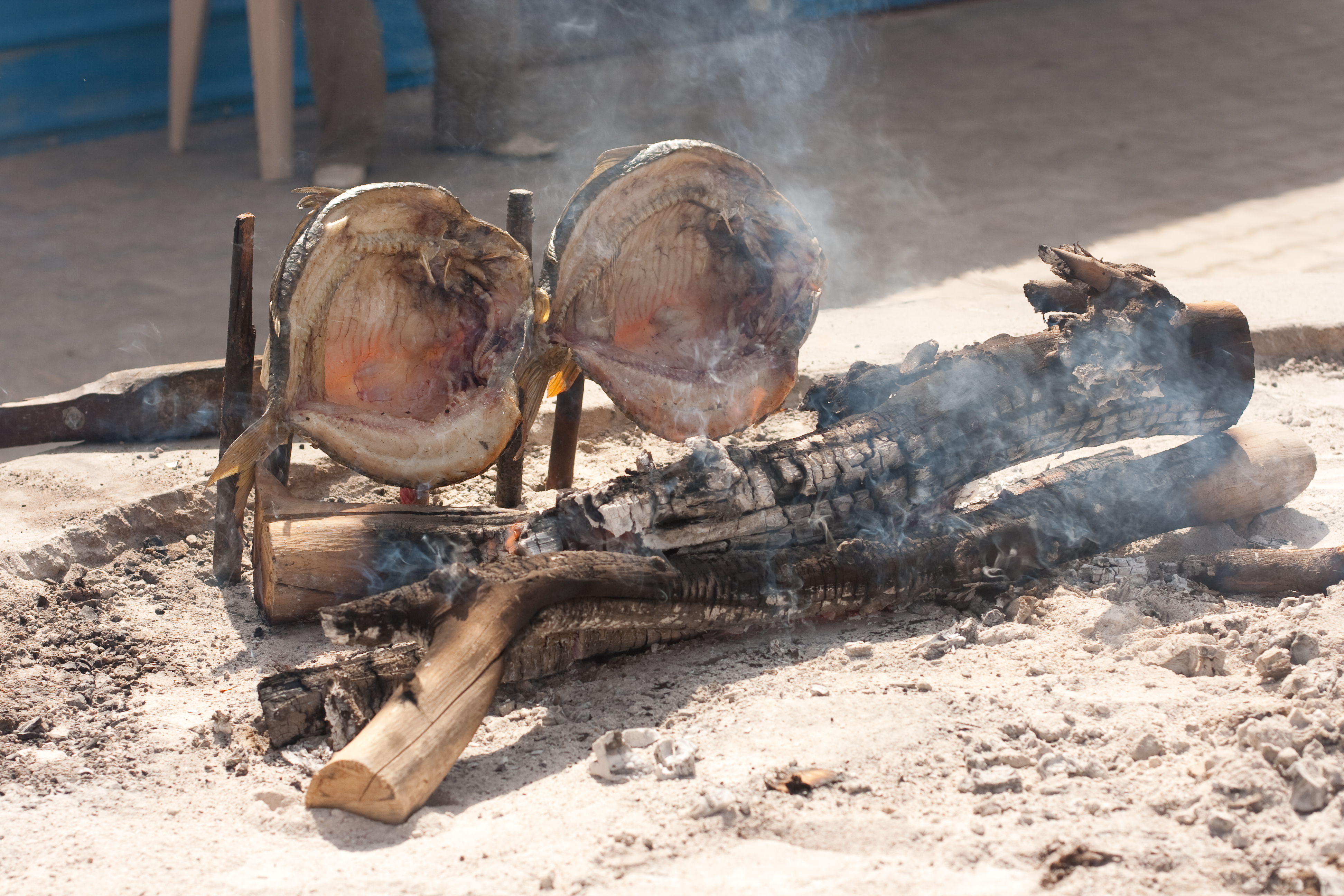
マスグーフの調理

イラク料理の食材には羊肉、鶏肉、牛肉、魚が使われる。巨大河川、湖沼地帯、海という立地に恵まれていること、肉よりも安価であることから魚食の頻度が高い。
マスグーフはティグリス川、ユーフラテス川、養殖池、湖沼地帯（アフワール）で獲れたコイ科・コイ亜科の魚を背開きにして焼いたもので、日本ではコイの円盤焼きなどと訳されている。マスグーフは木の棒などに背開きのコイを挿し薪火焼きにするバーベキューや丸焼きの類で、店舗・地域によって魚焼き網ではさむ網焼き、パン焼き窯と同型のタンヌール焼きで作られる。炭火は最後の仕上げに使ったり、薪の利用が禁止された地域での調理に用いられている。味付けはシンプルな塩のみが好まれるが、ザクロ糖蜜や柑橘系材料を混ぜたタレを塗って仕上げるものも広く食べられている。元々は国民的人気料理となった現在ではユーフラテス川流域や海外でも食べられるようになった。

### 米

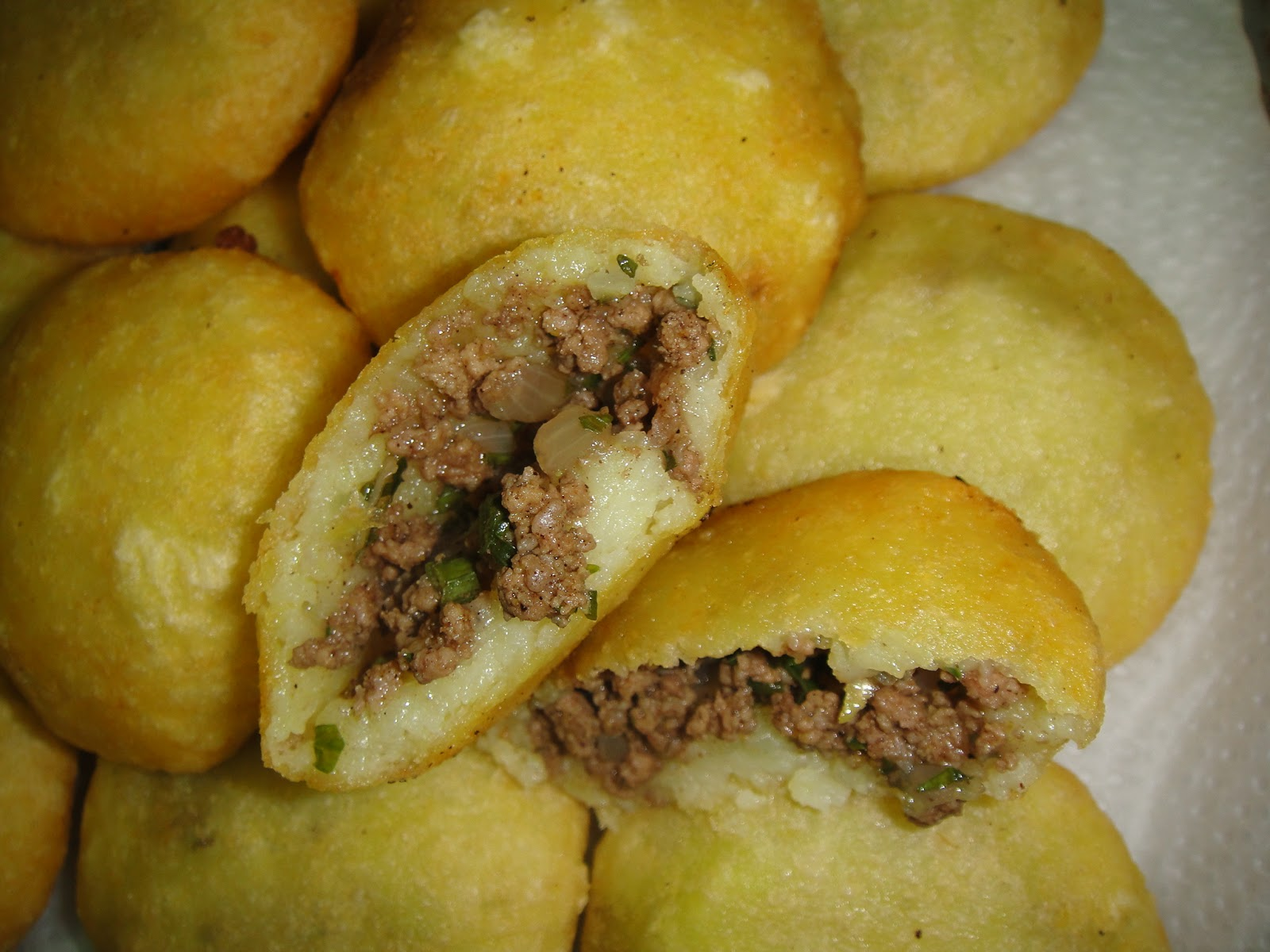
米の皮で具を包んだイラク風クッバ

イラクには南部に有数の米産地を抱えていることもあり料理に米を使うものが多い。イラン料理と同じようにお焦げ（ヒッカーカ）が好まれている。炊いたライスの上に羊肉を載せた料理クーズィーには、野菜や肉を入れて作ったシチュー「マルガ」をかけて食べる。
クッベ（/クッバ/キッベ）は他のアラブ諸国では挽き肉やナッツ類をブルグルと呼ばれる挽き割の小麦で包んで揚げた料理を指しているが、イラクでは炊いた白米で具を包むクッベが出されることが多い。ブルグルは古代アッシリアの時代からイラクの主食とされ、多くの料理に用いられている。また、イラク北部のモースルでは、米ではなくブルグルで具を包み、独特の平らな形のクッベが名物となっている。

### 豆
イラク料理には豆類が多用され、特にソラマメが好まれている。肉と野菜やソラマメにレモンの風味をつけて煮込み、ちぎったパンにかけるタシュリーブ（口語発音：ティシュリーブ）はイラク料理の人気メニューの一つである。

## 飲料

### 茶
紅茶を淹れる時にはサモワールを使って茶を煮出す。煮出した紅茶を入れたヤカンを熱湯を入れたヤカンに入れて保温し、紅茶が濃くなりすぎると保温用の熱湯を使って紅茶を薄める。

### ジュース
ジュースについては乾燥ライム（ヌーミー・バスラ）を煮出して作った黒いジュース「ハーミド（口語発音：ハームド/ハームズ）」、レーズンジュースである「シャルバト・ザビーブ」、ジューススタンドでのフレッシュなザクロジュースなどがポピュラーである。

## 主な料理

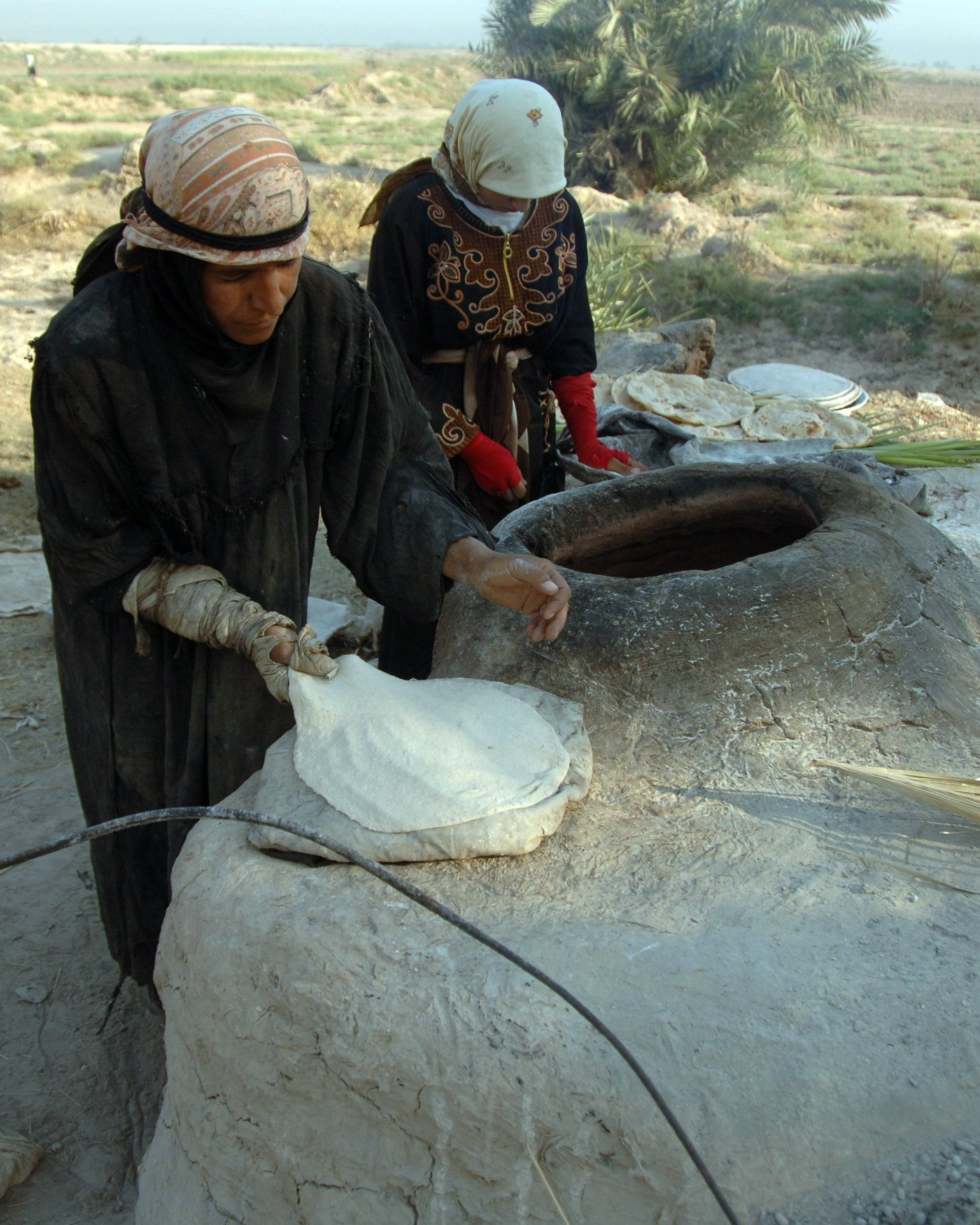
昔ながらの自家製窯焼きパン

- 具を果菜に詰めたり葉菜で包んだりしたドルマ(ドールマ)イラク名物サンムーン昔ながらの自家製窯焼きパンマスグーフ：背開きにした魚（たいていはコイ科・コイ亜科）を薪火・炭火の熱やタンヌール（調理用粘土釜）内の放射熱で焼いた丸焼き。塩だけふったもの、糖蜜を入れたたれを塗った照り焼きのものなど味付けは複数通りある。家庭のオーブンで焼いた場合でもマスグーフと呼ぶなどその見た目や味わいには差が見られる。文語発音はマスクーフであるため他国動画ではマスクーフと発音されていることもある。マスグーフ自体は受動分詞で、「スィマチ（スィミチ/サマチ）[注 1]（魚）」という名詞を後置修飾した「スィマチ・マスグーフ（スィミチ/サマチ・-）」と呼ばれることもある。イラク国内では北部のスンナ派地域でナマズ（جري, jirrī, ジッリー）が使われることがある他、海外在住者はサーモン、鯛など色々な魚種を用いている。

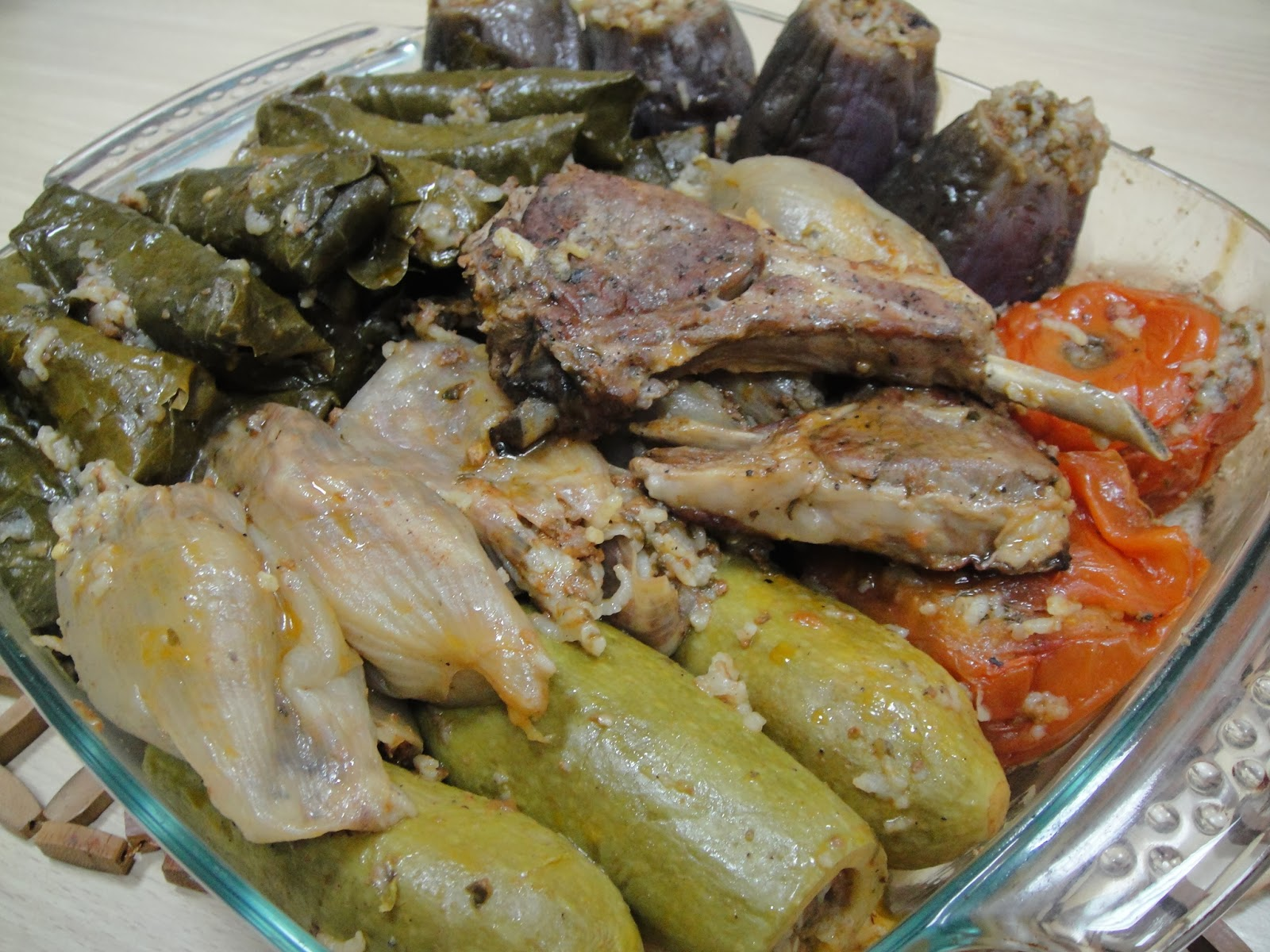
具を果菜に詰めたり葉菜で包んだりしたドルマ(ドールマ)

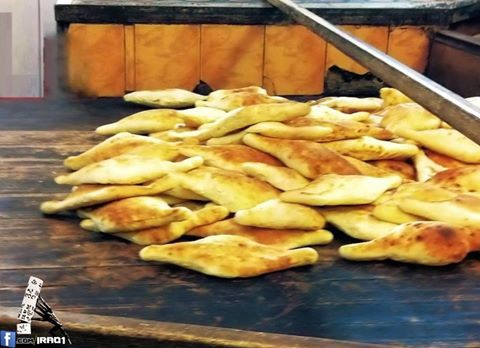
イラク名物サンムーン

- スィマチ・マグリー（スィミチ/サマチ・-）：文語発音はサマク・マクリー。直訳は「揚げ魚」。いわゆる魚のフライで、海や川で取れた魚を切り分けて（小さな物は丸ごと）揚げた料理。トマトペーストで赤く色づいた赤ライスに乗せて食べるのが定番のスタイルとなっている。
- ティッカ：インド近辺が起源とされる料理。肉の串焼き。
- カバーブ：ひき肉をこね串焼きにしたもの。アラブの他地域でコフタ、周辺諸国でキョフテと呼ばれている料理。
- ガッス：文語動名詞カッス（カット、切ること）が元になった料理名のイラク方言発音。いわゆるシャワルマ（シャーワルマー）のことで串に積み上げた肉を回転グリルしたもの。パンにはさんだサンドイッチなどにして食べる。

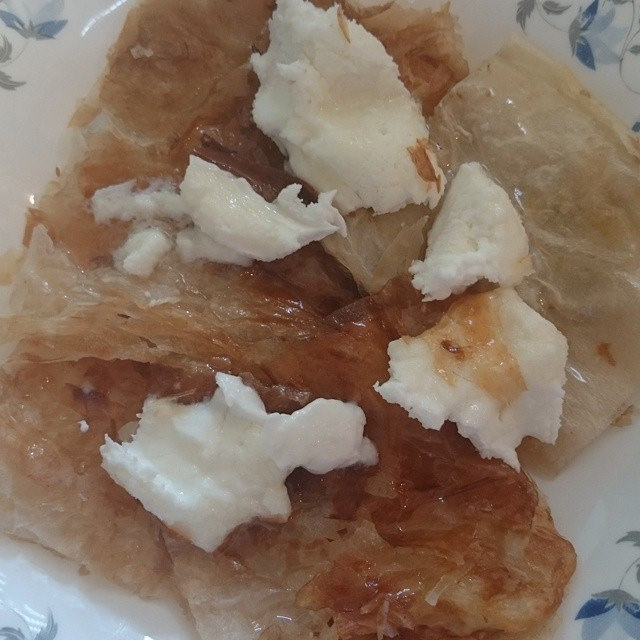
ゲーマルとの組み合わせが定番のカーヒー

- ゲーマルとの組み合わせが定番のカーヒードールマ（ドルマ）：ひき肉、米、野菜を混ぜた具をくり抜いた野菜に詰めたり葉菜に包んだりした料理
- クーズィー：ライスに様々な具を添え肉を乗せた料理。
- ドゥライミーヤ（ドレイミーヤ/ディレーミーヤ）：アンバールなどイラク西部の名物料理で、イラク風マンサフと呼ばれることもある。パンにシチュー汁を吸わせたタシュリーブ（ティシュリーブ）相当の部分を下に配置し、その上にライス・散らした具・肉を乗せたマンサフ状の部分を重ねる。
- クッバ / クッベ / キッベ：ひき肉などからなる具をブルグル（ブルゴル）や米でできた皮で包み揚げたりシチューといった煮汁に直接投入したりして調理したもの。イラク北部のモースルには平たい円盤状のクッバ・モースィリーヤがある。
- マルガ：文語マラカのイラク方言発音。シチューのこと。肉や野菜など複数の種類がある。
- マスムータ：南部の郷土料理。1ヶ月を通して断食を行うラマダーン月終了後のイード・アル＝フィトルの朝食もしくは昼食として食べる習慣がある。塩と香辛料をまぶした魚の干物を戻した後で野菜を入れた煮汁とともに煮込んで作る。意味は「ゆでられた、熱湯調理された」[15]で、干物の入ったスープをコトコト煮込むことに由来する。
- タシュリーブ（ティシュリーブ）：汁物をパンに吸わせて食べる料理。ちぎったアラブパンの上にシチュー類をかける。他地域ではサリードと呼ばれるアラブ世界に古くからある料理。
- パーチャ（パーチェ）：羊の頭などを煮込んだモツ煮に似た料理。
- ファラーフェル：水で戻したヒヨコマメをつぶしタマネギみじん切りや香辛料などを混ぜ合わせて作った生地を丸め、油で揚げた料理。
- フンムス・ビ・タヒーナ（口語発音：ホンムス・ビ・タヒーナ）：つぶしたゆでヒヨコマメやゴマペーストのタヒーナ（タヒーネ）などを混ぜ合わせて作る料理。パンなどに塗ったり、そのまま食べたりする。
- フブズ（ホブズ）：他国でも見られる薄いアラビックパン。
- サンムーン：通常はイラクで多く食されているひし形のふっくらしたパンを指す。イラクではこれを切り開いてサンドイッチにする。オスマン朝期の1900年代にアルメニア人移住者のパン屋がもたらしたとされている。
- カーヒー：パイ状の料理で乳牛クリームのゲーマルを乗せたりシロップ、蜂蜜をかけたりして食べる。バグダードなどにおける朝食の定番メニューで、イスラーム祝祭日イードの朝食として人気。イードの朝は礼拝後にホットミルクを添えた朝食セットを求める人々でごった返し、毎年繰り返される風物詩となっている。
- ゲーマル：文語発音はカイマルでゲイマル、ゲーマルがイラク方言発音。主に水牛、また時として乳牛のミルクから作られるクリーム。バグダードではカーヒーのつけあわせとしてイスラーム祝祭日イードの朝食で食され、同時期になると需要急増から価格が高騰するほどである。
- ターバク（ターバグ）：下に炭火、上に水牛糞から作ったディスク状燃料（マッタール）を乗せて調理。丸い加熱用粘土板の上に米粉生地を広げて作ったイラク南部の米粉パン。
- ヒッカーカ[注 2]：米を炊き上げる際に鍋の底にできるカリカリしたお焦げ。
- クレイチャ（英語版）（کلوچه）：カルダモンや時にはローズウォーターで香りを付けたデーツやナッツのフィリングが入ったクッキー。